# Myrmecia acuta
Espèce
Myrmecia acuta est une espèce rare de fourmis originaire d'Australie. Les plus fortes populations de cette fourmi géante se trouvent dans les régions de Port Lincoln dans le Sud de l'État d'Australie-Méridionale et d'Esperance dans le Sud de l'État d'Australie-Occidentale.

## Systématique
L'espèce Myrmecia acuta a été initialement décrite en 1991 par Kazuo Ogata (d), entomologiste japonais, spécialiste des hyménoptères, et par Robert William Taylor (d), myrmécologiste australien.

## Nom vernaculaire et classement
Du fait de son agressivité, cet insecte social est aussi connu sous le nom vernaculaire de « fourmi bouledogue ».
La fourmi bouledogue appartient au genre Myrmecia, à la sous-famille Myrmeciinae.
La plupart des ancêtres des fourmis du genre Myrmecia n'ont été retrouvés que dans des fossiles, à l’exception de Nothomyrmecia macrops, seul parent vivant actuellement.

## Biologie
La taille des ouvrières de l'espèce Myrmecia acuta varie de 10 à 12 mm de long. Myrmecia acuta présente une tête noire, des pattes, des antennes et un abdomen bruns ; ses mandibules sont jaunes. Son corps est couvert de poils blancs épars et courts ; cette pubescence peut être très abondante au niveau de l'abdomen.

## Publication originale
- (en) K. Ogata et R. W. Taylor, « Ants of the genus Myrmecia Fabricius: a preliminary review and key to the named species (Hymenoptera: Formicidae: Myrmeciinae) », Journal of Natural History, Taylor & Francis, vol. 25, no 6,‎ décembre 1991, p. 1623-1673 (ISSN 0022-2933 et 1464-5262, DOI 10.1080/00222939100771021, lire en ligne).